# パルチケット6

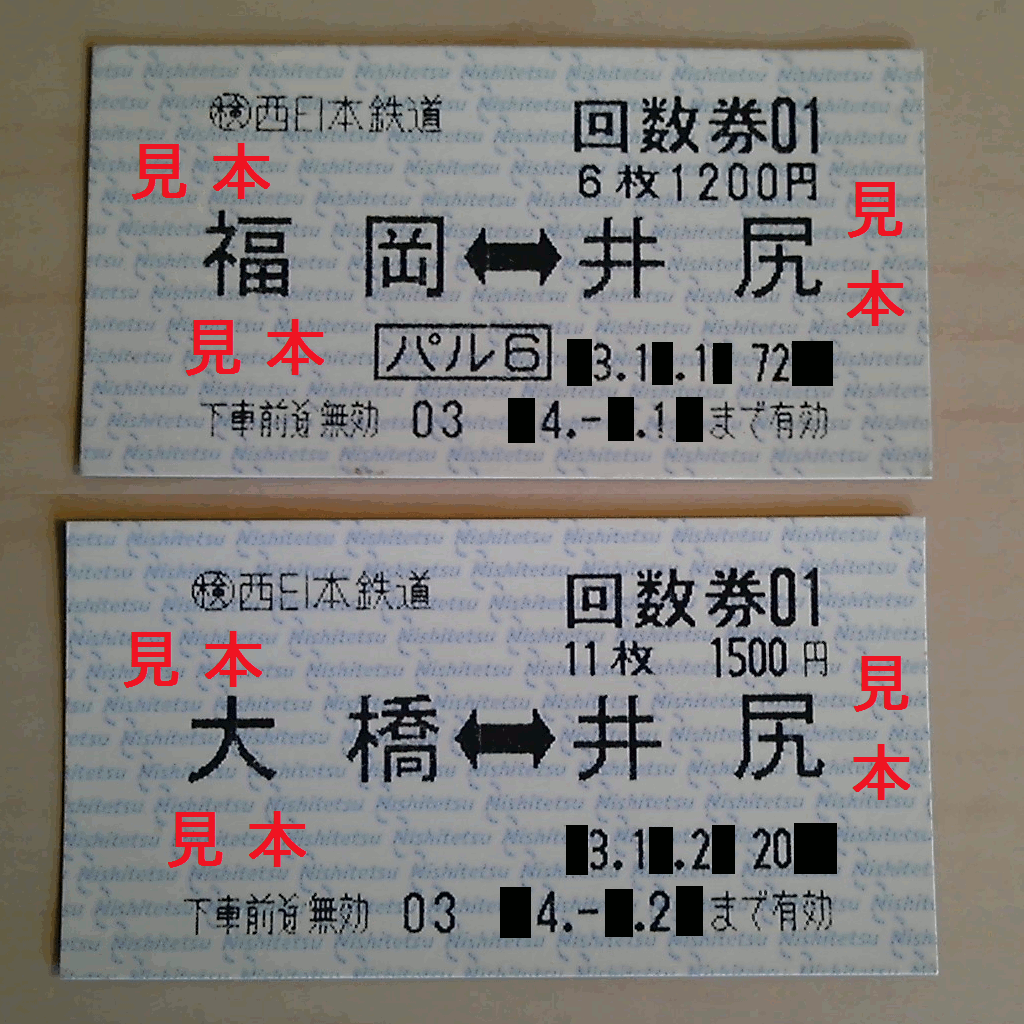
パルチケット6（上段）
下段は普通回数券

パルチケット6は、西日本鉄道（西鉄）が設定していた回数券タイプの特別企画乗車券。1997年（平成9年）7月1日の運賃改定と同時に発売開始された。
交通系ICカードの普及等を理由に、2020年（令和2年）9月30日をもって発売を終了した。

## 概要
6枚綴りの回数券で、発売額は5枚分の運賃（普通運賃の約16.7%割引）となっている。西鉄福岡（天神）駅か西鉄久留米駅を発着駅とする区間のみに設定されている（もう一方の発着駅は天神大牟田線・甘木線・太宰府線の任意の駅）。途中下車は、17km以上の切符であっても、普通乗車券と異なり前途無効となる。
- 有効期限：発売日から3か月間有効。
- 発売箇所：天神大牟田線の有人駅。

## 主な区間の値段
※1枚当たりの値段のうち小数点以下に端数が生じる場合は切り捨てて計算している。
※運賃などは、2014年（平成26年）4月1日の運賃改定時点。
| 区間                | パル6の発売価格 | 1枚あたりの価格 | （参考）通常運賃 |
| ------------------- | --------------- | --------------- | ---------------- |
| 福岡（天神）-二日市 | 1,700           | 283             | 340              |
| 福岡（天神）-久留米 | 3,100           | 516             | 620              |
| 福岡（天神）-柳川   | 4,250           | 708             | 850              |
| 福岡（天神）-大牟田 | 5,100           | 850             | 1,020            |
| 久留米-二日市       | 2,300           | 383             | 460              |
| 久留米-柳川         | 2,000           | 333             | 400              |
| 久留米-大牟田       | 3,100           | 516             | 620              |

## 払い戻し
有効期間内で、残枚数がある場合は、貝塚線を除く全ての有人駅で払い戻すことができる（払戻し手数料220円が必要）。 
払戻し額は、発売額から「使用した枚数分の無割引の運賃」及び「払戻し手数料」を引いた金額となる。